# Gare de Châlus
La gare de Châlus est une gare ferroviaire, fermée, de la ligne de Saillat-sur-Vienne à Bussière-Galant. Elle est située sur le territoire de la commune de Châlus, dans le département de la Haute-Vienne.

## Situation ferroviaire
Établie à 378 mètres d'altitude, la gare de Châlus était située au point kilométrique (PK) 484,211 de la ligne de Saillat-sur-Vienne à Bussière-Galant (hors service) entre les gares de Champsac et de Bussière-Galant.

## Histoire
La gare de Châlus a reçu des voyageurs de 1880 à 1940. Elle a été fermée au trafic en 1987 et déclassée le 10 avril 1996.

## Patrimoine ferroviaire
L'ancien bâtiment a été réaffecté en pôle touristique multimodal entre novembre 2010 et septembre 2011. Elle abrite un local de location de vélos et patins à roulettes et constitue un point d'accès à la voie verte des hauts de Tardoire.